# Ingo Albrecht

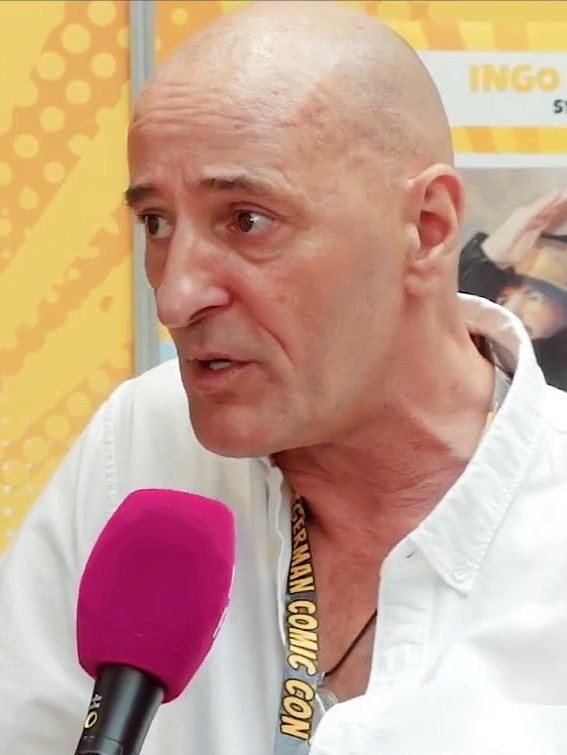
Ingo Albrecht auf der German Comic Con 2019

Ingo Albrecht (* 10. April 1959) ist ein deutscher Synchronsprecher, Schauspieler und Sänger.

## Leben und Tätigkeit
Albrecht studierte an der HFF Potsdam-Babelsberg Schauspiel und Gesang. Er richtete 2003 in Berlin ein Tonstudio ein und lieh seine Stimme häufig u. a. Dwayne Johnson. Seine Stimme ist seither in mehr als 600 Produktionen zu hören. Zudem ist er regelmäßig als Station Voice der Radiosender Ostseewelle und Nordseewelle zu hören sowie als Off-Stimme in allen Programmen von Comedian Sascha Grammel. Auch war er jahrelang die Stimme von radio ffn und 100’5 Das Hitradio. Außerdem war er Sänger der Band Roca Verde.

## Synchronrollen
Dwayne Johnson
- 2002: The Scorpion King als Mathayus, der Skorpionkönig
- 2004: Walking Tall – Auf eigene Faust als Chris Vaughn
- 2005: Doom – Der Film als Sarge
- 2006: Spiel auf Bewährung als Sean Porter
- 2008: Get Smart als Agent 23
- 2009: Planet 51 als Captain Charles T. „Chuck“ Baker
- 2010: Die etwas anderen Cops als Christopher Danson
- 2010: Faster als Driver
- 2010: Zahnfee auf Bewährung als Derek Thompson / Zahnfee
- 2011: Fast & Furious Five als Luke Hobbs
- 2012: Die Reise zur geheimnisvollen Insel als Hank
- 2013: Empire State – Die Straßen von New York als Detective Jay Ransome
- 2013: Fast & Furious 6 als Luke Hobbs
- 2013: G.I. Joe – Die Abrechnung als Roadblock
- 2013: Pain & Gain als Paul Doyle
- 2014: Hercules als Hercules
- 2015: San Andreas als Ray
- 2015: Fast & Furious 7 als Luke Hobbs
- 2015–2019: Ballers als Spencer Strasmore
- 2016: Central Intelligence als Bob Stone
- 2017: Fast & Furious 8 als Luke Hobbs
- 2017: Baywatch als Mitch Buchannon
- 2017: Jumanji: Willkommen im Dschungel als Dr. Smolder Bravestone
- 2018: Rampage – Big Meets Bigger als Davis Okoye
- 2018: Skyscraper als Will Sawyer
- 2019: Fast & Furious: Hobbs & Shaw als Luke Hobbs
- 2019: Jumanji: The Next Level als Dr. Smolder Bravestone
- 2021: Jungle Cruise als Frank Wolff
- 2021: Red Notice als John Hartley
- 2022: Black Adam als Tat Adam
- 2023: Fast & Furious 10 als Luke Hobbs
- 2024: Red One – Alarmstufe Weihnachten als Callum Drift

Vinnie Jones
- 2006: Johnny Was – The Last Days of a Good Guy als Johnny Doyle
- 2006: Played – Abgezockt als Detective Brice
- 2013: Company of Heroes als Brent Willoughby
- 2014: Gutshot Straight – Gnadenloses Spiel als Carl
- 2014: Way of the Wicked – Der Teufel stirbt nie! als John Elliott
- 2015: 6 Ways to Die – Rache ist niemals einfach als John Doe

Laurence Fishburne
- 1993: Tina – What’s Love Got to Do with It? als Ike Turner, Sr.
- 1996: Fled – Flucht nach Plan als Charles Piper
- 1997: Event Horizon – Am Rande des Universums als Captain Miller
- 1997: Harlem, N.Y.C. – Der Preis der Macht als Bumpy Johnson
- 2011: Damit ihr mich nicht vergesst als Henry Covington

Jason Isaacs
- 2001: Black Hawk Down als Capt. Mike Steele
- 2016–2019: The OA als Dr. Hunter Aloysius „Hap“ Percy

### Filme
- 1991: Hot Shots! – Die Mutter aller Filme – Charlie Sheen als Lt. Topper Harley
- 1995: Destiny – Hoher Einsatz in Las Vegas – Quentin Tarantino als Johnny Destiny
- 1996: Auge um Auge – Donal Logue als Tony
- 1996: Twister – Cary Elwes als Dr. Jonas Miller
- 1998: Auf immer und ewig – Joerg Stadler als Wilhelm Grimm
- 1998: Shakespeare in Love – Barnaby Kay als Nol
- 2004: Dhoom! – Die Jagd beginnt – Sanjay M. Singh als Rahul
- 2005: Spiel ohne Regeln – Kevin Nash als Wärter Engleheart
- 2005: Der Poseidon-Anschlag – Adam Baldwin als Mike Rogo
- 2006: Cars – James Earl Jones als Claude Scruggs
- 2010: Legacy – Gerald Kyd als Helguerra
- 2014: Liebe im Gepäck – Taye Diggs als Langston

### Serien
- 1994–1996: Phantom 2040 – Scott Valentine als Das Phantom / Kit Walker, Jr.
- 1996–2000: Superman: The Animated Series – Tim Daly als Superman / Clark Kent
- 2001–2006: Die Liga der Gerechten – George Newbern als Superman / Clark Kent
- 2008–2009: Breaking Bad – David House als Dr. Delcavoli
- 2009: Prison Break – Robert Wisdom als Lechero
- 2011: Vampire Diaries – Randy J. Goodwin als Dr. Jonas Martin
- 2012–2017: Teenage Mutant Ninja Turtles – Hoon Lee als Splinter / Hamato Yoshi
- 2013: Homeland – David Harewood als David Estes
- 2013, 2017: Ninjago als Kozu (6 Episoden)
- 2014–2015: Criminal Minds – Faran Tahir als Tivon Askari
- 2014–2020 The Flash – Tony Todd als Zoom
- 2015: Die Legende von Korra – Henry Rollins als Zaheer
- 2017–2019: The Tick – Peter Serafinowicz als The Tick
- 2018: Tote Mädchen lügen nicht – Sean Blakemore als Edward Cole
- 2018–2021: The Rookie – Richard T. Jones als Wade Grey

## Filmografie (Auswahl)
- 1985: Polizeiruf 110: Ein Schritt zu weit
- 1986: Das Gesellenstück
- 1988: Stunde der Wahrheit (Fernsehfilm)
- 1996: Max Wolkenstein
- 1996: Alarm für Cobra 11 – Die Autobahnpolizei (Fernsehserie)
- 2009: Spoils of War

## Videospiele (Auswahl)
- 2004: Spellforce: Shadow of the Phoenix – Phönixwächer
- 2006: God of War – Kratos
- 2007: God of War II – Kratos
- 2010: God of War III – Kratos
- 2014: Dragon Age: Inquisition – The Iron Bull

## Hörspiele
- 1990: Paul Hengge: Ein Pflichtmandat – Regie: Robert Matejka (RIAS Berlin)
- 2006: Ice Age. Das Original-Hörspiel zum Kinofilm
- 2006: Ice Age 2 – Jetzt taut's. Das Original-Hörspiel zum Kinofilm
- seit 2007: Die Playmos (verschiedene Folgen)
- seit 2010: Artemis der Assasine: Die letzten Helden – Regie: David Holy (Holysoft Studios Ltd.)
- 2023: Boudicca. Die Keltenkriegerin – 8-teiliger Hörspiel-Podcast nach wahren Begebenheiten, Regie: Martin Zylka (WDR)[4]